# Chela Campos
Celia Campos Díaz (Ciudad de México, 6 de octubre de 1922-Ciudad de México, 18 de junio de 1982), conocida como Chela Campos, fue una cantante y actriz mexicana. Como intérprete, se especializó en el género de bolero.

## Biografía y carrera
Hizo su debut radiofónico en la XEFO y después ganó un contrato para cantar en la XEW. Se convirtió en una de las boleristas más importantes de México y también alcanzó gran popularidad en Cuba. Grabó sus éxitos con Discos RCA Víctor y un álbum de estudio con Discos Orfeón.
Incursionó en la actuación en películas de la Época de Oro del cine mexicano como La isla de la pasión (1942), La mujer sin alma (1944) y Del rancho a la televisión (1953).

### Muerte
El 18 de junio de 1982, Campos falleció en Ciudad de México a los 59 años de edad. Su cuerpo fue sepultado en una cripta dentro de la parcela de la Asociación Nacional de Actores (ANDA) del Panteón Jardín, ubicado en la misma ciudad.

## Filmografía
- 1953 Del rancho a la televisión... Laura
- 1950 El hombre sin rostro... Cantante
- 1949 La rebelión de los fantasmas
- 1944 Imprudencia
- 1944 La mujer sin alma... Rosita
- 1942 La isla de la pasión... Coquito
- 1942 Virgen de medianoche

## Discografía

### Sencillos
- «Déjame soñarte» (1941)
- «Altivez» (1941)
- «No volveré a sonreír» (1941)
- «Cuando vuelvan las golondrinas» (1941)
- «Triste recuerdo» (1942)
- «Venganza» (1942)
- «Bésame mucho» (1942)
- «Eclipse» (1943)
- «¿Qué es lo que pasa?» (1944)
- «Hay que vivir el momento» (1945)
- «Arrullos de mar» (1946)
- «Vivir para soñar» (1946)
- «Me dijeron ayer» (1947)
- «Cobardía» (1947)

### Álbumes de estudio
- Cosas del ayer (Orfeón, 1965)

### Álbumes recopilatorios
- Chela Campos (De Colección, 1990)